# 赤川戇助
赤川 戇助（あかがわ こうすけ、1843年11月30日〈天保14年10月9日〉 - 1921年〈大正10年〉1月20日）は、幕末の長州藩士、明治期の内政官僚・神職。秋田県令。名・忠郷（たださと）。通称・敬三、明治に戇助と改める。

## 経歴
長州藩医・赤川玄悦の長男として生まれた。藩校・明倫館で学び、さらに藩医学館・好生堂で学んだが、文久元年（1861年）から国事に奔走した。
文久3年（1863年）5月、下関事件に参加。同年6月、中山忠光に従い京都へ向かうが、途中でフランス海軍艦船による馬関（現下関市中心部）攻撃の報を受け萩まで戻った。同年10月、同志を集め膺懲隊を組織。 元治元年（1864年）、膺懲隊の司令となり四国艦隊下関砲撃事件に参戦した。第一次長州征討において恭順派が実権を握ると、奇兵隊などの長州藩諸隊とともに元治の内戦を決行し主戦派が再び実権を握った。 慶応2年（1866年）第二次長州征討では膺懲隊を指揮して芸州浅原口で戦った。明治元年（1868年）膺懲隊と第二奇兵隊が合わさり健武隊が組織され副総督に就任。翌年に藩の軍制改革で諸隊は解散した。
明治政府に出仕し、明治5年6月23日（1872年7月28日）、宇和島県権典事に就任。以後、大洲支庁長、神山県権典事、愛媛県権典事・庶務課長、同権参事、同少書記官、同大書記官、福岡県大書記官、青森県大書記官、内務少書記官・取調局事務取扱、戸籍局長心得などを歴任。
1883年3月、秋田県令に就任。政府と県会の板挟みとなり十分に能力を発揮できなかった。1886年2月、非職となる。1888年7月、東京府島司に就任。1890年11月、依願免本官（諭旨）となる。1902年2月、廣田神社宮司に就任。松尾神社（松尾大社）宮司を経て、1907年3月、長田神社宮司に就任し、在任中に死去した。